# AZI2
AZI2 (англ. 5-azacytidine induced 2) – білок, який кодується однойменним геном, розташованим у людей на короткому плечі 3-ї хромосоми.  Довжина поліпептидного ланцюга білка становить 392 амінокислот, а молекулярна маса — 44 935.
| 10         |  | 20         |  | 30         |  | 40         |  | 50         |
| ---------- |  | ---------- |  | ---------- |  | ---------- |  | ---------- |
| MDALVEDDIC |  | ILNHEKAHKR |  | DTVTPVSIYS |  | GDESVASHFA |  | LVTAYEDIKK |
| RLKDSEKENS |  | LLKKRIRFLE |  | EKLIARFEEE |  | TSSVGREQVN |  | KAYHAYREVC |
| IDRDNLKSKL |  | DKMNKDNSES |  | LKVLNEQLQS |  | KEVELLQLRT |  | EVETQQVMRN |
| LNPPSSNWEV |  | EKLSCDLKIH |  | GLEQELELMR |  | KECSDLKIEL |  | QKAKQTDPYQ |
| EDNLKSRDLQ |  | KLSISSDNMQ |  | HAYWELKREM |  | SNLHLVTQVQ |  | AELLRKLKTS |
| TAIKKACAPV |  | GCSEDLGRDS |  | TKLHLMNFTA |  | TYTRHPPLLP |  | NGKALCHTTS |
| SPLPGDVKVL |  | SEKAILQSWT |  | DNERSIPNDG |  | TCFQEHSSYG |  | RNSLEDNSWV |
| FPSPPKSSET |  | AFGETKTKTL |  | PLPNLPPLHY |  | LDQHNQNCLY |  | KN         |

A: Аланін

C: Цистеїн

D: Аспарагінова кислота

E: Глутамінова кислота

F: Фенілаланін

G: Гліцин

H: Гістидин

I: Ізолейцин

K: Лізин

L: Лейцин

M: Метіонін

N: Аспарагін

P: Пролін

Q: Глутамін

R: Аргінін

S: Серин

T: Треонін

V: Валін

W: Триптофан

Кодований геном білок за функцією належить до фосфопротеїнів. 
Задіяний у таких біологічних процесах як взаємодія хазяїн-вірус, альтернативний сплайсинг. 
Локалізований у цитоплазмі.